# Liste der Kulturdenkmale in Halsbach
In der Liste der Kulturdenkmale in Halsbach sind die Kulturdenkmale des Freiberger Ortsteils Halsbach verzeichnet, die bis November 2022 vom Landesamt für Denkmalpflege Sachsen erfasst wurden (ohne archäologische Kulturdenkmale). Die Anmerkungen sind zu beachten.
Diese Aufzählung ist eine Teilmenge der Liste der Kulturdenkmale in Freiberg.

## Halsbach
| Bild                                    | Bezeichnung                                                                             | Lage                           | Datierung                                                  | Beschreibung | ID       |
| --------------------------------------- | --------------------------------------------------------------------------------------- | ------------------------------ | ---------------------------------------------------------- | --- | -------- |
|                                         | Roter Graben (Sachgesamtheit)                                                           | (Flurstücke 103, 103a) (Karte) | 1614/1615                                                  | Sachgesamtheit Roter Graben: Kunstgraben einschließlich aller Einleitungs- und Abschlagbauwerke, des begleitenden Grabendamms, aller zugehörigen Graben- und Stützmauern, der Röschen mit ihren Mundlöchern, der überquerenden Brücken und zugehöriger Markscheidesteine im Gemeindegebiet von Freiberg (Ortsteil Freiberg und Ortsteil Halsbach) und Halsbrücke (Ortsteil Tuttendorf und Ortsteil Halsbrücke), davon gehören zum Teilabschnitt Ortsteil Halsbach die Einzeldenkmale Teilstück des Kunstgrabens einschließlich aller Graben- und Stützmauern sowie Markscheidestein. Bedeutende bergbauwasserwirtschaftliche Anlage des 17. Jahrhunderts zur Versorgung der Kunstgezeuge, Göpel und Aufbereitungsanlagen des Halsbrücker Bergbaus mit Aufschlagwasser, später auch Versorgung der Hütte Halsbrücke und des dortigen Amalgamierwerkes, dabei Teil eines kaskadenartig angelegten Wasserversorgungssystems aus mehreren übereinander angelegten Kunstgräben im Tal der Freiberger Mulde und stark landschaftsbildprägend, aufgrund der Einleitung rot gefärbter Stollnwasser durch ausgeschwemmte Eisenverbindungen ab der Mitte des 17. Jahrhunderts als Roter Graben bezeichnet, trotz verschiedener Sanierungsmaßnahmen bis heute authentisch und über eine weite Strecke wasserführend erhalten, daher von großem Erlebniswert, zusammen mit trockengefallenen Teilabschnitten nicht nur den einstigen Verlauf dokumentierend, sondern auch die Komplexität dieses Wasserversorgungssystems mit etlichen Einleitungs- und Abschlagbauwerken sowie unterschiedlichen Wassernutzungen, bergbauwasserwirtschaftliche Anlage von überregionaler bergbaugeschichtlicher und technikgeschichtlicher Bedeutung (siehe auch Sachgesamtheit 09306948 in der Denkmalliste der Stadt Freiberg) | 09306949 |
|                                         | Straßenbrücke über die Freiberger Mulde (Neue Muldenbrücke)                             | Dresdner Straße (Karte)        | 1924–1928                                                  | Als konstruktiv und landschaftsgestalterisch bemerkenswertes Brückenbauwerk der zwanziger Jahre bau- und verkehrsgeschichtlich bedeutend sowie von Belang für Ortsansicht, seit 2019 zugehörig zur Kernzone und Pufferzone des UNESCO-Welterbes Montanregion Erzgebirge/Krušnohoří | 09200950 |
| Direkt Bild zu diesem Denkmal hochladen | Einfriedungsmauer des einstigen Vorwerkes Kreuzermark                                   | Kreuzermark 6, 7 (Karte)       | 18. Jahrhundert                                            | Als Einfassung der Anlage ortsgeschichtlich von Belang, zudem landschaftsgestalterisch bedeutend | 09200983 |
| Direkt Bild zu diesem Denkmal hochladen | Wohnstallhaus                                                                           | Siedlersteg 1 (Karte)          | Um 1800                                                    | Obergeschoss Fachwerk verbrettert, charakteristisches ländliches Anwesen, baugeschichtlich bedeutend | 09200974 |
| Direkt Bild zu diesem Denkmal hochladen | Wohnstallhaus                                                                           | Siedlersteg 4 (Karte)          | Bezeichnet mit 1838                                        | Ohne seitlichen Anbau, Obergeschoss Fachwerk verbrettert, charakteristisches ländliches Anwesen, baugeschichtlich bedeutend | 09200973 |
| Direkt Bild zu diesem Denkmal hochladen | Halde (Königl. Verträglicher Gesellschaft Stolln, Himmelfahrt Fundgrube, Zentralrevier) | Talweg (Karte)                 | 16. Jahrhundert; 19. Jahrhundert                           | Landschaftsbildprägende Halde aus Bergematerial aus dem Vortrieb des am anderen Muldenufer ansetzenden Verträgliche Gesellschaft Stolln, von bergbaugeschichtlicher Bedeutung (siehe auch Freiberg, Unteres Muldental 8, Stollnmundloch), seit 2019 zugehörig zur Pufferzone des UNESCO-Welterbes Montanregion Erzgebirge/Krušnohoří | 09200985 |
| Weitere Bilder                          | Straßenbrücke (Alte Hammerbrücke, Alte Muldenbrücke, Gotische Brücke)                   | Talweg (Karte)                 | 1569                                                       | Brücke mit mächtigen Brückenköpfen und Oberbau, von baugeschichtlichem Wert, als älteste Brücke von Freiberg und eine der ältesten von Sachsen zudem singulär, seit 2019 zugehörig zur Kernzone des UNESCO-Welterbes Montanregion Erzgebirge/Krušnohoří | 09200980 |
|                                         | Ehemalige Schwefelhütte                                                                 | Talweg 9 (Karte)               | 18. Jahrhundert, im Kern möglicherweise 17. Jahrhundert    | Markantes eingeschossiges Gebäude mit geschwungenem Dachaufbau, als ehemaliges Schwefel- und Vitriolwerk eng mit dem Freiberger Bergbau und Hüttenwesen verbunden, baugeschichtlich und ortsgeschichtlich bedeutend, zudem von industriegeschichtlichem sowie bergbaugeschichtlichem Wert, seit 2019 zugehörig zur Pufferzone des UNESCO-Welterbes Montanregion Erzgebirge/Krušnohoří | 09200822 |
| Direkt Bild zu diesem Denkmal hochladen | Wohnstallhaus                                                                           | Talweg 24 (Karte)              | Um 1800                                                    | Obergeschoss Fachwerk verkleidet, zwei Korbbogenportale mit Scheitelstein, baugeschichtlich und ortsgeschichtlich von Wert | 09200666 |
| Direkt Bild zu diesem Denkmal hochladen | Wohnstallhaus und Scheune eines Gehöfts                                                 | Talweg 40 (Karte)              | Um 1850                                                    | Wohnstallhaus Obergeschoss Fachwerk verputzt, charakteristisches ländliches Anwesen, baugeschichtlich und landschaftsgestalterisch bedeutend | 09200981 |
| Direkt Bild zu diesem Denkmal hochladen | Huthaus und zwei Halden (Kunst- und Tagesschacht) des Rudolph Erbstolln                 | Talweg 41 (Karte)              | 18. Jahrhundert                                            | Huthaus eingeschossig mit Krüppelwalmdach, bau- und bergbaugeschichtlich bedeutende Anlage | 09200982 |
|                                         | Hammerherrenhaus und Wohnhaus eines ehemaligen Hammerwerks (Thieles Hammer)             | Unteres Muldental 2 (Karte)    | Bezeichnet mit 1739 (Hammerherrenhaus); um 1830 (Wohnhaus) | Herrenhaus Putzbau mit hohem Walmdach und seitlichem Giebel, Wohnhaus Obergeschoss Fachwerk, als eine der größten sächsischen Hammerwerke des ausgehenden 17. bzw. 18. Jahrhunderts von singulärer industriegeschichtlicher Bedeutung, darüber hinaus von baugeschichtlichem und ortsgeschichtlichem Wert | 09200978 |

## Tabellenlegende
- Bild: Bild des Kulturdenkmals, ggf. zusätzlich mit einem Link zu weiteren Fotos des Kulturdenkmals im Medienarchiv Wikimedia Commons. Wenn man auf das Kamerasymbol klickt, können Fotos zu Kulturdenkmalen aus dieser Liste hochgeladen werden:
- Bezeichnung: Denkmalgeschützte Objekte und ggf. Bauwerksname des Kulturdenkmals
- Lage: Straßenname und Hausnummer oder Flurstücknummer des Kulturdenkmals. Die Grundsortierung der Liste erfolgt nach dieser Adresse. Der Link (Karte) führt zu verschiedenen Kartendiensten mit der Position des Kulturdenkmals. Fehlt dieser Link, wurden die Koordinaten noch nicht eingetragen. Sind diese bekannt, können sie über ein Tool mit einer Kartenansicht einfach nachgetragen werden. In dieser Kartenansicht sind Kulturdenkmale ohne Koordinaten mit einem roten bzw. orangen Marker dargestellt und können durch Verschieben auf die richtige Position in der Karte mit Koordinaten versehen werden. Kulturdenkmale ohne Bild sind an einem blauen bzw. roten Marker erkennbar.
- Datierung: Baubeginn, Fertigstellung, Datum der Erstnennung oder grobe zeitliche Einordnung entsprechend des Eintrags in der sächsischen Denkmaldatenbank
- Beschreibung: Kurzcharakteristik des Kulturdenkmals entsprechend des Eintrags in der sächsischen Denkmaldatenbank, ggf. ergänzt durch die dort nur selten veröffentlichten Erfassungstexte oder zusätzliche Informationen
- ID: Vom Landesamt für Denkmalpflege Sachsen vergebene, das Kulturdenkmal eindeutig identifizierende Objekt-Nummer. Der Link führt zum PDF-Denkmaldokument des Landesamtes für Denkmalpflege Sachsen. Bei ehemaligen Kulturdenkmalen können die Objektnummern unbekannt sein und deshalb fehlen bzw. die Links von aus der Datenbank entfernten Objektnummern ins Leere führen. Ein ggf. vorhandenes Icon  führt zu den Angaben des Kulturdenkmals bei Wikidata.